# الجبایی

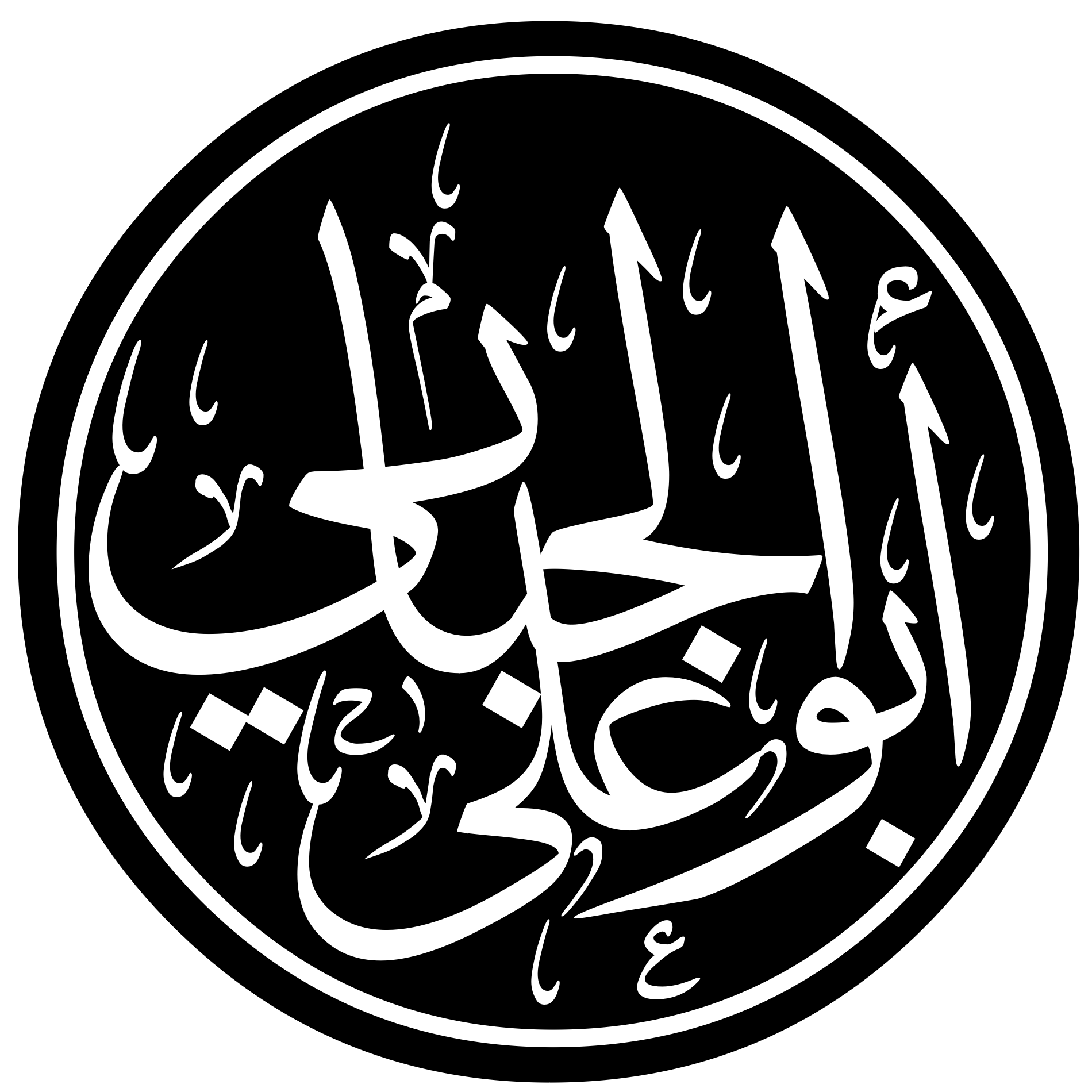
ابو علی جبائی

ابو علی محمدبن عبدالوهاب جبائی (۲۳۵–۳۰۳ هجری) از معتزلیان و متکلمانِ مسلمان بود. وی در شهر جُبَّی از خوزستان زاده شد و در بصره به تحصیلِ علم پرداخت. در همان‌جا بود که ابوالحسن اشعری شاگردیِ وی را کرد و خود متکلمی بزرگ شد.